# Peterboro
Peterboro, situé au sud de Syracuse (New York), est une localité historique du comté de Madison, faisant partie de Smithfield dans l'État de New York.
Peterboro a été fondé en 1795 par Peter Smith, Sr., qui l'a nommé d'après son patronyme.
Le Peterboro Land Office (en) y a été construit en 1804.

## Personnalités liées à Peterboro
- Gerrit Smith Miller, Jr ,  zoologiste américain
- Tompkins H. Matteson, peintre américain
- Elizabeth Cady Stanton
- Gerrit Smith, abolitionniste américain[2]
- Elizabeth Smith Miller, féministe et philanthrope